# Aghla More
Aghla More är ett berg i republiken Irland.   Det ligger i grevskapet County Donegal och provinsen Ulster, i den norra delen av landet. Toppen på Aghla More är 584 meter över havet.
Terrängen runt Aghla More är kuperad åt sydost, men åt nordväst är den platt. Den högsta punkten i närheten är Aghla Beg, 602 meter över havet, öster om Aghla More. Trakten runt Aghla More består i huvudsak av gräsmarker.